# Ворли (Ајдахо)
Ворли (енгл. Worley) град је у америчкој савезној држави Ајдахо.

## Демографија
По попису из 2010. године број становника је 257, што је 34 (15,2%) становника више него 2000. године.
| Група             | 2000.       | 2010.       |
| Белци             | 152 (68,2%) | 141 (54,9%) |
| Афроамериканци    | 1 (0,4%)    | 2 (0,8%)    |
| Азијати           | 0 (0,0%)    | 0 (0,0%)    |
| Хиспаноамериканци | 6 (2,7%)    | 15 (5,8%)   |
| Укупно            | 223         | 257         |